# 후쿠오카번
후쿠오카 번(일본어: 福岡藩 후쿠오카한[*])은 일본 에도 시대 지쿠젠국을 지배했던 번으로, 지금의 후쿠오카현 후쿠오카시에 위치했다. 지쿠젠 번(筑前藩)으로도 불리며, 번주가 도자마 다이묘인 구로다 가문(黒田氏)이었기 때문에 구로다 번(黒田藩)이라는 속칭도 있다. 번청은 후쿠오카성에 두었다.

## 번의 역사
1600년 게이초 5년 세키가하라 전투에서 공을 세워 치쿠젠 일부를 영유하고 있던 고바야카와 히데아키가 비젠국 오카야마번으로 전출되어 봉해졌다. 대신 부젠국 나카쓰번 번주였던 구로다 나가마사가 세키가하라 전투의 전공에 따라 지쿠젠 국 일대 52 만 3 천여 석의 큰 봉토를 받음으로써 번이 성립되었다. 이로써 영주는 일국의 영토를 가진 다이묘 가문이 되었다. 이후 도쿠가와 막부는 후쿠오카 번 구로다 가문을 우대했고, 2대 구로다 다다유키 이후 역대 번주에 마쓰다이라의 성과 장군 실명 한 글자를 수여했다. 마쓰다이라 지쿠젠을 유지하며 구로다 가문은 에도 막말에 이른다.

## 역대 번주
구로다 가문(종가)
| 대수 | 번주                     | 초상화 | 재임 기간       | 비고                                                                    |
| ---- | ------------------------ | ------ | --------------- | ----------------------------------------------------------------------- |
| 1    | 구로다 나가마사 黒田長政 |        | 1603년 ~ 1623년 | 구로다 간베에의 아들.                                                   |
| 2    | 구로다 다다유키 黒田忠之 |        | 1623년 ~ 1654년 |                                                                         |
| 3    | 구로다 미쓰유키 黒田光之 |        | 1654년 ~ 1688년 |                                                                         |
| 4    | 구로다 쓰나마사 黒田綱政 |        | 1688년 ~ 1711년 |                                                                         |
| 5    | 구로다 노부마사 黒田宣政 |        | 1711년 ~ 1719년 |                                                                         |
| 6    | 구로다 쓰구타카 黒田継高 |        | 1719년 ~ 1769년 |                                                                         |
| 7    | 구로다 하루유키 黒田治之 |        | 1769년 ~ 1781년 | 친부는 히토쓰바시 무네타다(一橋宗尹, 히토쓰바시 도쿠가와 가 초대 당주)  |
| 8    | 구로다 하루타카 黒田治高 |        | 1782년          | 친부는 다도쓰 번주 교고쿠 다카요시(京極高慶)                            |
| 9    | 구로다 나리타카 黒田斉隆 |        | 1782년 ~ 1795년 | 친부는 히토쓰바시 하루사다(一橋治済, 히토쓰바시 도쿠가와 가 제2대 당주) |
| 10   | 구로다 나리키요 黒田斉清 |        | 1795년 ~ 1834년 |                                                                         |
| 11   | 구로다 나가히로 黒田長溥 |        | 1834년 ~ 1869년 | 나리히로(斉溥)에서 개명, 친부는 사쓰마번주 시마즈 시게히데(島津重豪)    |
| 12   | 구로다 나가토모 黒田長知 |        | 1869년 ~ 1871년 | 친부는 쓰번주 도도 다카유키(藤堂高猷)                                   |

## 지번

### 아키즈키번
아키즈키 번(秋月藩)은 후쿠오카 번의 지번으로 1623년 겐나 9년 구로다 나가마사의 셋째 아들 나가오키가 후쿠오카 번으로부터 5만석을 나눠받아 번을 세웠다. 번청은 아키즈키 진야(현 후쿠오카현 아사쿠라시)에 세웠다. 성이 없는 다이묘였지만, 성주의 격을 부여했다. 4대 번주 나가사다의 딸 하루히메는 다카나베번 아키즈키씨에 시집을 갔으며, 둘째 아들은 명군으로 유명한 우에스기 요잔이었다.
간에이 연간에 후쿠오카 번과의 사이에 게자 군 일부와 호나미 군, 야스 군의 일부 영지를 교환했지만, 막부의 승인을 얻지 못했기 때문에 ‘어내증체’(御内證替)라고도 불렸다. (일설에는 후쿠오카 번으로부터 아키즈키 번이 받은 중신의 영지를 그대로 안도했기 때문이라고 한다.) 또 아키즈키 진야의 눈과 코 앞에 있던 교통의 요충지인 아마기야도를 후쿠오카 번이 내놓지 않았기 때문에 아키즈키와 후쿠오카 두 번의 경계선은 아마기야도를 후쿠오카 번령에 포함시키는 복잡한 형태가 되었다.
폐번치현 이후엔 자작위를 받았다.

#### 역대 번주
아키즈키 구로다가

### 도렌지번
도렌지 번(東蓮寺藩) 혹은 노가타 번(直方藩)은 후쿠오카 번의 지번이다.
도렌지 구로다가
노가타 구로다가

## 같이 보기
- 폐번치현